# Bella e os Bulldogs
Bella and the Bulldogs (Bella e os Bulldogs (no Brasil e em Portugal)) é uma série de televisão americana da Nickelodeon, exibida entre 17 de janeiro de 2015 e 25 de junho de 2016, em 40 episódios divididos em duas temporadas.
No Brasil, a série ganhou uma prévia pela Nickelodeon no dia 31 de março de 2015, logo após o Kids Choice Awards 2015. A série estreou no dia 16 de abril.
Em Portugal, a série estreou no Nickelodeon em 26 de junho de 2015. Em 25 de fevereiro de 2015, a Nickelodeon renovou a série para uma segunda temporada.
O Último episódio da série foi ao ar no dia 25 de junho de 2016 nos Estados Unidos.

## Enredo
A série é sobre uma líder de torcida chamada Bella Dawson(Brec Bassinger) que vive no Texas e ,inesperadamente, realiza seu maior sonho, ser Quarterback da equipa de futebol americano da sua escola.
Bella então junta-se aos Bulldogs, o convencido Troy Dixon (Coy Stewart), que antes era o Quarterback, o cowboy do sul Sawyer Huggins (Jackie Radinsky) e o atrapalhado Newt Van der Roche (Buddy Handleson). O elenco ainda conta com Sophie Delarosa (Lilimar) e Pepper Silverstein (Haley Tju), duas líderes de torcidas que são melhores amigas de Bella. 

## Elenco

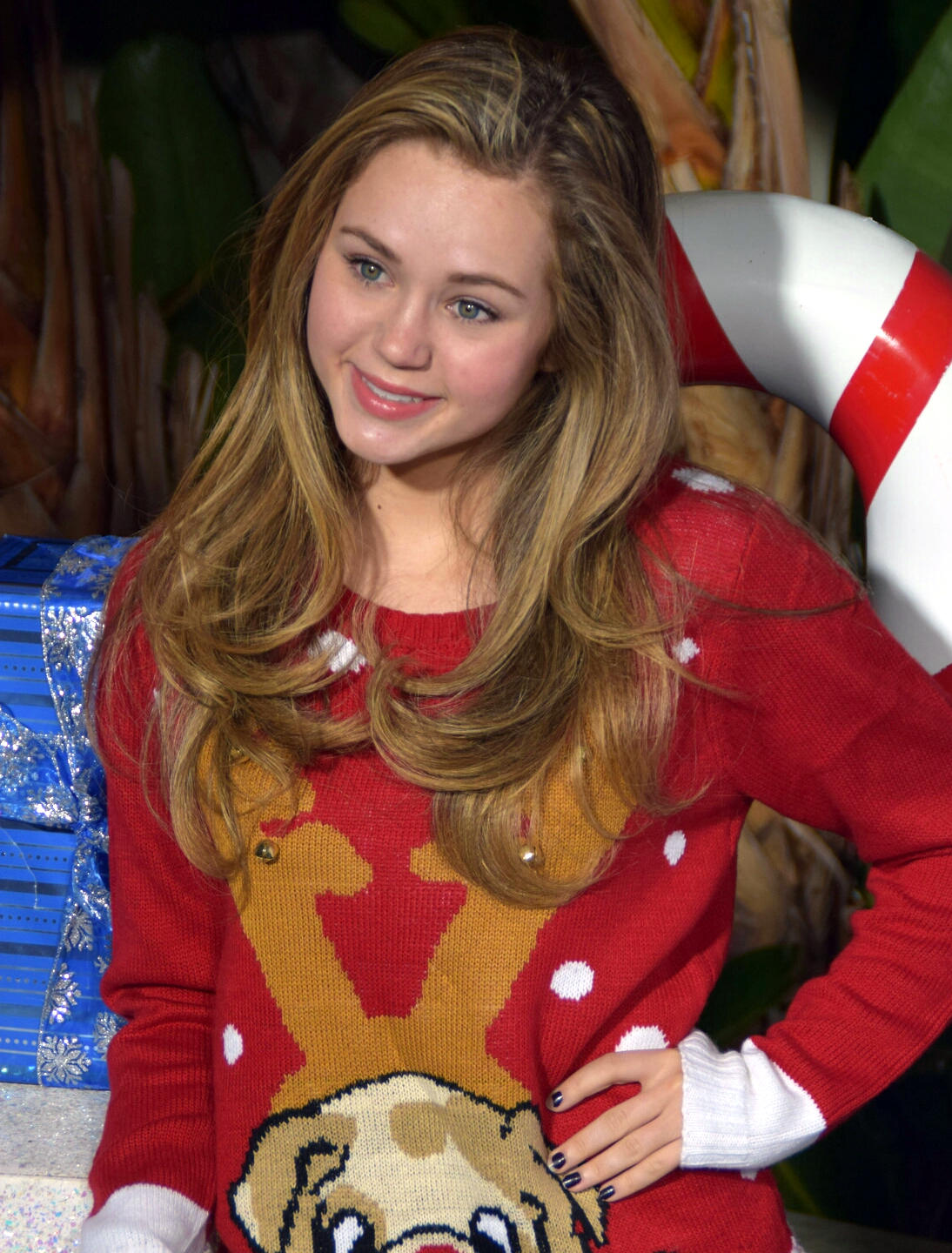
Brec Bassinger : Bella.

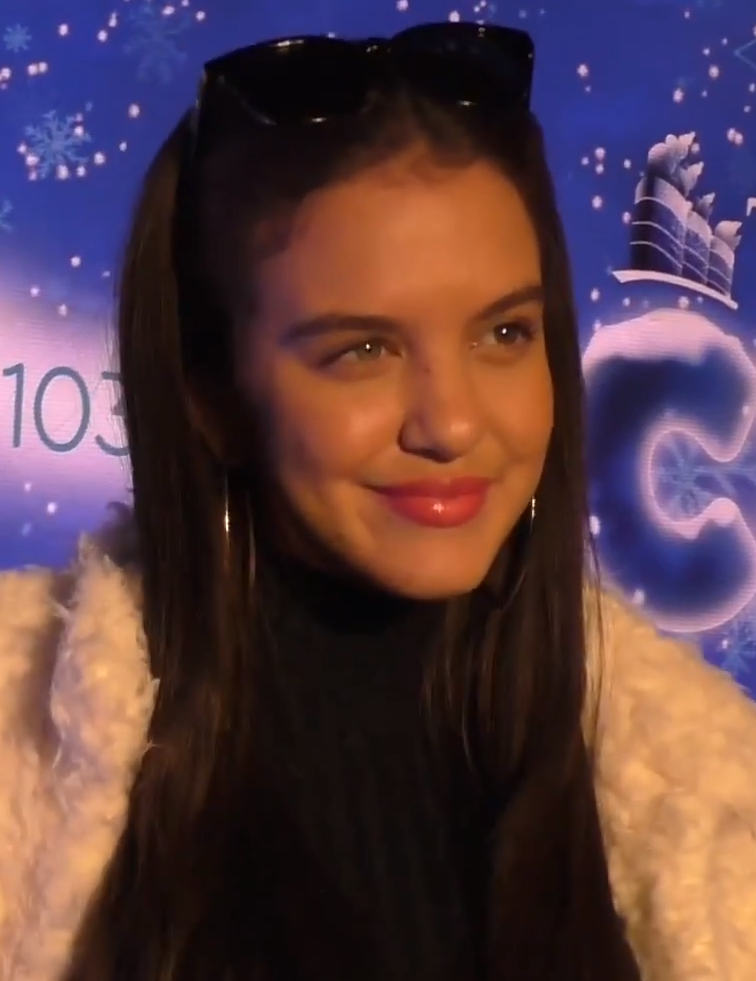
Lilimar Hernandez : Sophie.

| Ator /Atriz       | Personagem                   | Temporada                 | Temporada                 |
| Ator /Atriz       | Personagem                   | 1                         | 2                         |
| ----------------- | ---------------------------- | ------------------------- | ------------------------- |
| Brec Bassinger    | Isabella « Bella » Dawson    | Protagonista              | Protagonista              |
| Coy Stewart       | Troy Dixon                   | Co-Protagonista           | Co-Protagonista           |
| Buddy Handleson   | Sawyer Huggins               | Co-Protagonista           | Co-Protagonista           |
| Jackie Radinsky   | Newton « Newt » Van der Rohe | Co-Protagonista           | Co-Protagonista           |
| Lilimar           | Sophie Delarosa              | Co-Protagonista Principal | Co-Protagonista Principal |
| Haley Tju         | Pepper Silverstein           | Co-Protagonista Principal | Co-Protagonista Principal |
| Rio Mangini       | Ace McFlumbes                | Regular                   | Co-Protagonista           |
| Matt Cornett      | Zach Barnes                  | Antagonista Esepecial     | Protagonsita Esepecial    |
| Dorien Wilson     | Coach Treinador Russell      | Regular                   | Regular                   |
| Jovan Armand      | Riccardo « Ricky » Delarosa  | Regular                   |                           |
| Nick Alvarez      | Luis Delarosa                | Regular                   |                           |
| Annie Tedesco     | Caroline « Carrie » Dowson   | Regular                   | Regular                   |
| Senta Moses Mikan | Mme. Silverstein             | Regular                   | Regular                   |

## Episódios
| Temporada | Temporada | Episódios | Exibição Original      | Exibição Original   | Exibição no Brasil  | Exibição no Brasil    | Exibição em Portugal | Exibição em Portugal   |
| Temporada | Temporada | Episódios | Início de temporada    | Final de temporada  | Início de temporada | Final de temporada    | Início de temporada  | Final de temporada     |
| --------- | --------- | --------- | ---------------------- | ------------------- | ------------------- | --------------------- | -------------------- | ---------------------- |
|           | 1         | 20        | 17 de janeiro de 2015  | 30 de maio de 2015  | 16 de abril de 2015 | 19 de outubro de 2015 | 26 de junho de 2015  | 22 de dezembro de 2015 |
|           | 2         | 20        | 23 de setembro de 2015 | 25 de junho de 2016 | 14 de abril de 2016 | 12 de agosto de 2016  | 9 de julho de 2016   | 14 de agosto de 2016   |